# Tilt (programma televisivo)
Tilt è stato un programma televisivo italiano di intrattenimento, andato in onda sulla Rete 1 della Rai (l'attuale Rai 1) per 7 puntate dal 29 novembre 1979 al 3 gennaio 1980 e condotto da Stefania Rotolo con la partecipazione di Gianfranco D'Angelo, David Zed e del ballerino Enzo Paolo Turchi (autore delle coreografie). Le scene sono di Tullio Zitkowsky; i costumi di Enrico Rufini; le luci di Corrado Bartoloni e Salvatore Occhipinti. La regia e le animazioni per computer sono di Valerio Lazarov.
Lo show, ambientato in una discoteca immaginaria, rappresenta il ritorno alla conduzione per la Rotolo dopo la partecipazione al varietà Non stop. Tilt è una versione spettacolarizzata del programma che le ha dato notorietà, Piccolo Slam, ma più ricco nelle scene, nei costumi, nei balletti e nella scelta degli ospiti musicali che ogni settimana si esibiscono.
Le tre sigle del programma, ovvero quella di testa Disco tic, l'infrasigla per lo spazio dedicato ai bambini Marameo e soprattutto la sigla di coda Cocktail d'amore, ottennero un buon successo commerciale come 45 giri.